# Lampides epilectus
Lampides epilectus är en fjärilsart som beskrevs av Grose-smith 1897. Lampides epilectus ingår i släktet Lampides och familjen juvelvingar. Inga underarter finns listade i Catalogue of Life.